# Giải bóng đá Ngoại hạng Anh 1995–96
Giải bóng đá Ngoại hạng Anh mùa giải 1995–96 (được biết đến với tên gọi FA Carling Premiership vì lý do tài trợ) là mùa giải thứ tư của giải đấu này, kể từ khi thành lập vào năm 1992. Do quyết định giảm số lượng câu lạc bộ của Premier League từ 22 xuống 20, nên chỉ có hai câu lạc bộ là Middlesbrough và Bolton Wanderers, được thăng hạng chơi ở Ngoại hạng Anh thay vì ba như thường lệ.
Manchester United đã giành chức vô địch Premier League và đủ điều kiện tham gia UEFA Champions League, trong khi Arsenal, Aston Villa, và Newcastle United đủ điều kiện tham gia UEFA Cup. Liverpool cũng đủ điều kiện tham gia UEFA Cup Winners' Cup với tư cách là đội á quân của FA Cup mà Manchester United đã giành chiến thắng.

## Tổng quan
Liverpool và Aston Villa đã nổi lên như những ứng cử viên cho chức vô địch ngay từ đầu mùa giải, trong khi Middlesbrough có khởi đầu hứa hẹn khi chiếm vị trí thứ tư vào cuối tháng Mười. Tuy nhiên, một cuộc khủng hoảng chấn thương đã khiến phong độ của đội bóng sa sút, dẫn đến việc họ kết thúc mùa giải ở vị trí thứ 12. Phần lớn mùa giải là cuộc đua giữa Manchester United và Newcastle United. Hai đội đã gặp nhau vào ngày 27 tháng 12, cùng với việc Newcastle dẫn trước 10 điểm trên bảng xếp hạng. Chiến thắng 2–0 trên sân nhà của Manchester United đã rút ngắn khoảng cách xuống còn bảy điểm, và hai ngày sau, đội đánh bại Queens Park Rangers 2–1 để giảm khoảng cách xuống chỉ còn bốn điểm. Tuy nhiên, thất bại 1-4 trước Tottenham vào ngày đầu năm mới và trận hòa 0–0 với Aston Villa đã cho phép Newcastle thiết lập khoảng cách 12 điểm vào tháng Giêng.
Manchester United và Newcastle đã gặp lại nhau vào đầu tháng Ba, lúc đó khoảng cách đã được rút ngắn xuống còn bốn điểm. Một bàn thắng ở hiệp hai của Eric Cantona đã mang về chiến thắng 1–0 cho Manchester United trên sân khách và rút ngắn khoảng cách xuống còn một điểm. Với một trận đấu còn lại của mùa giải, Manchester United dẫn đầu Premier League với hai điểm nhiều hơn, sau khi chiếm ngôi đầu bảng giữa tháng Ba và giữ vững vị trí đó cho đến nay. Trong trường hợp hai câu lạc bộ bằng điểm ở vị trí đầu bảng, Premier League đã chuẩn bị sơ bộ cho một trận play-off vô địch tại Sân Wembley cũ. Để Newcastle giành được danh hiệu đầu tiên kể từ năm 1927, họ phải thắng Tottenham và hy vọng rằng đối thủ ở phía đông bắc, Middlesbrough, đánh bại đội bóng của Alex Ferguson. Nhưng danh hiệu Premier League đã thuộc về đội chủ sân Old Trafford khi Manchester United thắng 3–0 và Newcastle chỉ có thể hòa 1–1 với Tottenham.
Mặc dù có sự xuất hiện của Dennis Bergkamp, Arsenal vẫn không bao giờ có vẻ như là một ứng cử viên nghiêm túc cho chức vô địch. Cơ hội tốt nhất để câu lạc bộ có được danh hiệu là từ Cúp Liên đoàn, nơi đội đã vào đến bán kết, nhưng đã để thua Aston Villa do luật bàn thắng sân khách. Tuy nhiên, đội bóng phía Bắc Luân Đôn vẫn đủ điều kiện tham dự UEFA Cup khi kết thúc ở vị trí thứ năm.
Aston Villa đã giành chiến thắng trong giải Cúp Liên đoàn được tài trợ bởi Coca-Cola mùa này, khi đánh bại Leeds United 3–0 tại Wembley.
Nhà đương kim vô địch, Blackburn, đã ghi nhận là có vị trí thấp nhất từ trước đến nay của một nhà vô địch Premier League khi kết thúc ở vị trí thứ 7. Kỷ lục này đã được Manchester United tái lập vào mùa giải 2013–14 và bị Chelsea phá vỡ vào mùa giải 2015–16 và lại một lần nữa bởi Leicester City vào mùa giải 2016–17. Tuy nhiên, tiền đạo của Blackburn Rovers Alan Shearer vẫn là cầu thủ ghi bàn hàng đầu của giải với 31 bàn thắng.
Sáu ngày sau khi giành chức vô địch giải đấu lần thứ ba trong bốn mùa giải, Manchester United trở thành đội đầu tiên hoàn thành cú đúp vô địch giải đấu và Cúp FA khi một bàn thắng của Cantona giúp họ giành chiến thắng 1–0 trước Liverpool trong trận chung kết Cúp FA.
Đội xếp thứ tư Aston Villa đã giành cúp Liên đoàn lần thứ năm, ngang bằng với kỷ lục, và giành được suất tham dự Cúp UEFA lần thứ ba trong bốn mùa giải.
Các vị trí xuống hạng của Premier League thuộc về Bolton Wanderers, Queens Park Rangers và Manchester City. Bolton đã dành phần lớn mùa giải Premier League đầu tiên của họ ở vị trí cuối bảng, và sự cải thiện về phong độ không đủ để cứu đội bóng chủ sân Burnden Park khỏi việc trở lại Division One ngay lập tức. Họ đã xuống hạng vào tuần trước tuần cuối cùng của mùa giải, vào cùng ngày mà chiến thắng 3-0 của QPR trước đối thủ thành London West Ham đã đến quá muộn để cứu vãn vị trí ở giải đấu hàng đầu mà họ đã nắm giữ từ năm 1983. Manchester City đã không thể đánh bại Liverpool vào ngày cuối cùng của mùa giải, khiến họ rơi vào vị trí xuống hạng cuối cùng do hiệu số bàn thắng bại kém hơn Southampton và Coventry City.

### Màn thể hiện của các đội bóng Anh trong các giải đấu châu Âu
Blackburn Rovers, nhà vô địch Premier League 1994–95, đã kết thúc ở vị trí cuối cùng trong bảng đấu của họ tại UEFA Champions League. Manchester United đã bị loại khỏi UEFA Cup ở vòng đầu tiên, trong khi Liverpool và Leeds United đều bị loại ở vòng thứ hai. Everton đã bị đánh bại ở vòng hai của UEFA Cup Winners' Cup. Đội bóng Anh duy nhất còn lại trong các giải đấu châu Âu sau Giáng sinh là Nottingham Forest, đội đã vào đến tứ kết của UEFA Cup.

## Các đội bóng
20 đội đã tham gia giải đấu - 18 đội đứng đầu từ mùa giải trước và hai đội được thăng hạng từ Giải hạng Nhất. Hai đội thăng hạng là Middlesbrough và Bolton Wanderers, trở lại hạng cao nhất sau 2 và 15 năm tương ứng. Đây cũng là mùa giải đầu tiên của Bolton Wanderers tại Premier League. Họ thay thế Crystal Palace, Norwich City, Leicester City và Ipswich Town, những đội đã bị xuống hạng xuống chơi tại Giải hạng Nhất sau thời gian thi đấu ở hạng cao nhất là 1, 9, 1 và 3 năm tương ứng. Đây là mùa giải đầu tiên mà giải đấu có 20 đội tham gia, thay vì 22 đội như các mùa giải trước.

### Sân vận động và địa điểm
| Team                | Location                  | Stadium              | Capacity |
| ------------------- | ------------------------- | -------------------- | -------- |
| Arsenal             | London (Highbury)         | Arsenal Stadium      | 38,419   |
| Aston Villa         | Birmingham                | Villa Park           | 39,399   |
| Blackburn Rovers    | Blackburn                 | Ewood Park           | 31,367   |
| Bolton Wanderers    | Bolton                    | Burnden Park         | 25,000   |
| Chelsea             | London (Fulham)           | Stamford Bridge      | 36,000   |
| Coventry City       | Coventry                  | Highfield Road       | 23,489   |
| Everton             | Liverpool (Walton)        | Goodison Park        | 40,157   |
| Leeds United        | Leeds                     | Elland Road          | 40,204   |
| Liverpool           | Liverpool (Anfield)       | Anfield              | 42,730   |
| Manchester City     | Manchester (Moss Side)    | Maine Road           | 35,150   |
| Manchester United   | Manchester (Old Trafford) | Old Trafford         | 55,314   |
| Middlesbrough       | Middlesbrough             | Riverside Stadium    | 30,000   |
| Newcastle United    | Newcastle upon Tyne       | St James' Park       | 36,649   |
| Nottingham Forest   | West Bridgford            | City Ground          | 30,539   |
| Queens Park Rangers | London (Shepherd's Bush)  | Loftus Road          | 18,439   |
| Sheffield Wednesday | Sheffield                 | Hillsborough Stadium | 39,859   |
| Southampton         | Southampton               | The Dell             | 15,200   |
| Tottenham Hotspur   | London (Tottenham)        | White Hart Lane      | 36,230   |
| West Ham United     | London (Upton Park)       | Boleyn Ground        | 28,000   |
| Wimbledon           | London (Selhurst)         | Selhurst Park        | 26,309   |

1. ↑  Do Wimbledon không có sân nhà, họ đã thi đấu các trận sân nhà tại Selhurst Park, sân nhà của Crystal Palace.

### Nhân sự và dụng cụ thi đấu
(tính đến 5 tháng 5 năm 1996)
| Đội bóng            | Huấn luyện viên  | Đội trưởng      | Nhà sản xuất dụng cụ thi đấu | Nhà tài trợ áo đấu  |
| ------------------- | ---------------- | --------------- | ---------------------------- | ------------------- |
| Arsenal             | Bruce Rioch      | Tony Adams      | Nike                         | JVC                 |
| Aston Villa         | Brian Little     | Andy Townsend   | Reebok                       | AST Research        |
| Blackburn Rovers    | Ray Harford      | Tim Sherwood    | Asics                        | CIS                 |
| Bolton Wanderers    | Colin Todd       | Alan Stubbs     | Reebok                       | Reebok              |
| Chelsea             | Glenn Hoddle     | Dennis Wise     | Umbro                        | Coors               |
| Coventry City       | Ron Atkinson     | Brian Borrows   | Pony                         | Peugeot             |
| Everton             | Joe Royle        | Dave Watson     | Umbro                        | Danka               |
| Leeds United        | Howard Wilkinson | Gary McAllister | Asics                        | Thistle Hotels      |
| Liverpool           | Roy Evans        | Ian Rush        | Adidas                       | Carlsberg           |
| Manchester City     | Alan Ball        | Keith Curle     | Umbro                        | Brother             |
| Manchester United   | Alex Ferguson    | Steve Bruce     | Umbro                        | Sharp               |
| Middlesbrough       | Bryan Robson     | Nigel Pearson   | Erreà                        | Cellnet             |
| Newcastle United    | Kevin Keegan     | Peter Beardsley | Adidas                       | Newcastle Brown Ale |
| Nottingham Forest   | Frank Clark      | Stuart Pearce   | Umbro                        | Labatt's            |
| Queens Park Rangers | Ray Wilkins      | David Bardsley  | View From                    | Compaq              |
| Sheffield Wednesday | David Pleat      | Peter Atherton  | Puma                         | Sanderson           |
| Southampton         | Dave Merrington  | Matt Le Tissier | Pony                         | Sanderson           |
| Tottenham Hotspur   | Gerry Francis    | Gary Mabbutt    | Pony                         | Hewlett-Packard     |
| West Ham United     | Harry Redknapp   | Steve Potts     | Pony                         | Dagenham Motors     |
| Wimbledon           | Joe Kinnear      | Vinnie Jones    | Core                         | Elonex              |

## Bảng xếp hạng
| VT | Đội                     | ST | T  | H  | B  | BT | BB | HS  | Đ  | Giành quyền tham dự hoặc xuống hạng           |
| -- | ----------------------- | -- | -- | -- | -- | -- | -- | --- | -- | --------------------------------------------- |
| 1  | Manchester United (C)   | 38 | 25 | 7  | 6  | 73 | 35 | +38 | 82 | Điều kiện tham gia vòng bảng Champions League |
| 2  | Newcastle United        | 38 | 24 | 6  | 8  | 66 | 37 | +29 | 78 | Qualification for the UEFA Cup first round    |
| 3  | Liverpool               | 38 | 20 | 11 | 7  | 70 | 34 | +36 | 71 | Điều kiện tham gia vòng đầu tiên UEFA Cup     |
| 4  | Aston Villa             | 38 | 18 | 9  | 11 | 52 | 35 | +17 | 63 | Qualification for the UEFA Cup first round    |
| 5  | Arsenal                 | 38 | 17 | 12 | 9  | 49 | 32 | +17 | 63 | Qualification for the UEFA Cup first round    |
| 6  | Everton                 | 38 | 17 | 10 | 11 | 64 | 44 | +20 | 61 | Loại trừ khỏi UEFA Cup                        |
| 7  | Blackburn Rovers        | 38 | 18 | 7  | 13 | 61 | 47 | +14 | 61 |                                               |
| 8  | Tottenham Hotspur       | 38 | 16 | 13 | 9  | 50 | 38 | +12 | 61 |                                               |
| 9  | Nottingham Forest       | 38 | 15 | 13 | 10 | 50 | 54 | −4  | 58 |                                               |
| 10 | West Ham United         | 38 | 14 | 9  | 15 | 43 | 52 | −9  | 51 |                                               |
| 11 | Chelsea                 | 38 | 12 | 14 | 12 | 46 | 44 | +2  | 50 |                                               |
| 12 | Middlesbrough           | 38 | 11 | 10 | 17 | 35 | 50 | −15 | 43 |                                               |
| 13 | Leeds United            | 38 | 12 | 7  | 19 | 40 | 57 | −17 | 43 |                                               |
| 14 | Wimbledon               | 38 | 10 | 11 | 17 | 55 | 70 | −15 | 41 |                                               |
| 15 | Sheffield Wednesday     | 38 | 10 | 10 | 18 | 48 | 61 | −13 | 40 |                                               |
| 16 | Coventry City           | 38 | 8  | 14 | 16 | 42 | 60 | −18 | 38 |                                               |
| 17 | Southampton             | 38 | 9  | 11 | 18 | 34 | 52 | −18 | 38 |                                               |
| 18 | Manchester City (R)     | 38 | 9  | 11 | 18 | 33 | 58 | −25 | 38 | Xuống chơi tại Football League First Division |
| 19 | Queens Park Rangers (R) | 38 | 9  | 6  | 23 | 38 | 57 | −19 | 33 | Xuống chơi tại Football League First Division |
| 20 | Bolton Wanderers (R)    | 38 | 8  | 5  | 25 | 39 | 71 | −32 | 29 | Xuống chơi tại Football League First Division |

1. ↑  Liverpool đã đủ điều kiện tham gia Cup Winners' Cup với tư cách là á quân FA Cup, trong khi Manchester United, đội vô địch, đã đủ điều kiện tham gia Champions League. Họ đã nhường suất UEFA Cup từ vị trí trong giải đấu cho Arsenal.
2. ↑  Liên đoàn Bóng đá Anh ban đầu được trao một suất UEFA Fair Play cho đội bóng có xếp hạng cao tại Premier League không đủ điều kiện tham dự châu Âu, nhưng đã bị UEFA thu hồi do các câu lạc bộ của họ sử dụng đội hình yếu trong UEFA Intertoto Cup 1995.[9]

## Thống kê mùa giải

#### Vua phá lưới

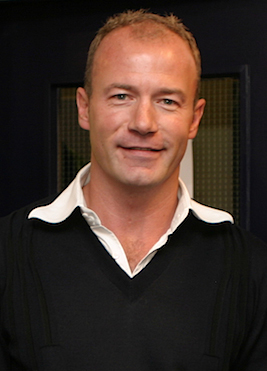
Alan Shearer của Blackburn lần thứ hai đoạt danh hiệu vua phá lưới, với 31 bàn thắng.

| Xếp hạng | Cầu thủ            | Câu lạc bộ        | Bàn thắng |
| -------- | ------------------ | ----------------- | --------- |
| 1        | Alan Shearer       | Blackburn Rovers  | 31        |
| 2        | Robbie Fowler      | Liverpool         | 28        |
| 3        | Les Ferdinand      | Newcastle United  | 25        |
| 4        | Dwight Yorke       | Aston Villa       | 17        |
| 5        | Teddy Sheringham   | Tottenham Hotspur | 16        |
| 6        | Chris Armstrong    | Tottenham Hotspur | 15        |
| 6        | Andrei Kanchelskis | Everton           | 15        |
| 6        | Ian Wright         | Arsenal           | 15        |
| 9        | Eric Cantona       | Manchester United | 14        |
| 9        | Stan Collymore     | Liverpool         | 14        |
| 9        | Dion Dublin        | Coventry City     | 14        |

#### Hat-tricks

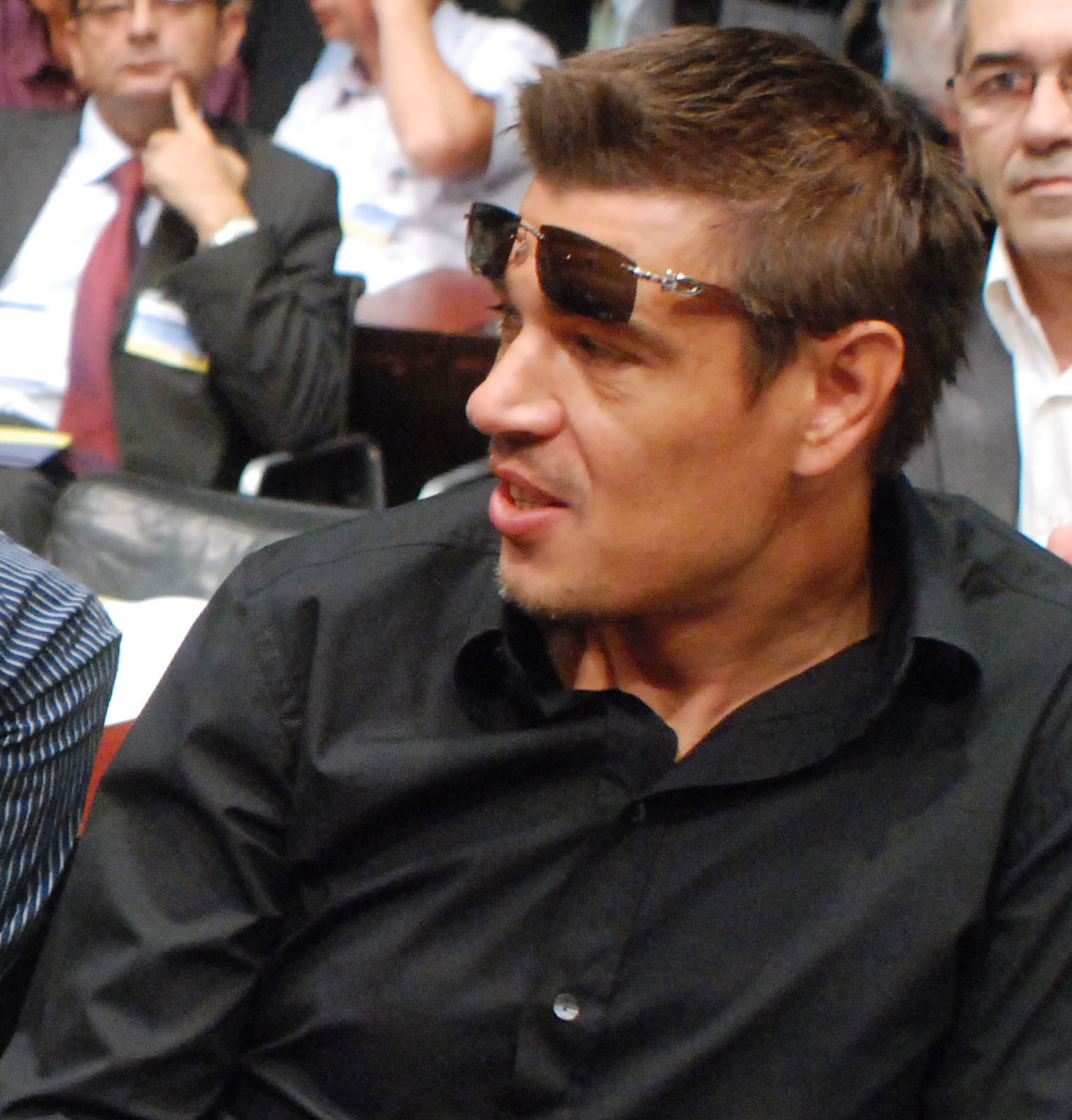
Savo Milošević là cầu thủ duy nhất ghi được hat-trick khi đại diện cho Đội tuyển bóng đá quốc gia Cộng hòa Liên bang Nam Tư.

| Cầu thủ            | Đội              | Đối thủ             | Kết quả | Ngày                 | Tham khảo |
| ------------------ | ---------------- | ------------------- | ------- | -------------------- | --------- |
| Matt Le Tissier    | Southampton      | Nottingham Forest   | 3–4 (A) | 15 tháng 8 năm 1995  | [ 10 ]    |
| Robbie Fowler4     | Liverpool        | Bolton Wanderers    | 5–2 (H) | 23 tháng 8 năm 1995  | [ 11 ]    |
| Alan Shearer       | Blackburn Rovers | Coventry City       | 5–1 (H) | 23 tháng 8 năm 1995  | [ 12 ]    |
| Tony Yeboah        | Leeds United     | Wimbledon           | 4–2 (H) | 23 tháng 8 năm 1995  | [ 13 ]    |
| Les Ferdinand      | Newcastle United | Wimbledon           | 6–1 (H) | 21 tháng 10 năm 1995 | [ 14 ]    |
| Gary McAllister    | Leeds United     | Coventry City       | 3–1 (H) | 28 tháng 10 năm 1995 | [ 15 ]    |
| Alan Shearer       | Blackburn Rovers | Nottingham Forest   | 7–0 (H) | 18 tháng 11 năm 1995 | [ 16 ]    |
| Alan Shearer       | Blackburn Rovers | West Ham United     | 4–2 (H) | 2 tháng 12 năm 1995  | [ 17 ]    |
| Dion Dublin        | Coventry City    | Sheffield Wednesday | 4–3 (A) | 4 tháng 12 năm 1995  | [ 18 ]    |
| Savo Milošević     | Aston Villa      | Coventry City       | 4–1 (H) | 16 tháng 12 năm 1995 | [ 19 ]    |
| Robbie Fowler      | Liverpool        | Arsenal             | 3–1 (H) | 23 tháng 12 năm 1995 | [ 20 ]    |
| Alan Shearer       | Blackburn Rovers | Bolton Wanderers    | 3–1 (H) | 3 tháng 2 năm 1996   | [ 21 ]    |
| Gavin Peacock      | Chelsea          | Middlesbrough       | 5–0 (H) | 4 tháng 2 năm 1996   | [ 22 ]    |
| Alan Shearer       | Blackburn Rovers | Tottenham Hotspur   | 3–2 (A) | 16 tháng 3 năm 1996  | [ 23 ]    |
| Mark Hughes        | Chelsea          | Leeds United        | 4–1 (H) | 13 tháng 4 năm 1996  | [ 24 ]    |
| Andrei Kanchelskis | Everton          | Sheffield Wednesday | 5–2 (A) | 27 tháng 4 năm 1996  | [ 25 ]    |

Ghi chú: 4 Cầu thủ ghi 4 bàn thắng; (H) – Sân nhà; (A) – Sân khách